# Élections législatives de 1956 dans les Landes
Les élections législatives françaises de 1956 se tiennent le 2 janvier. Ce sont les dernières élections législatives de la Quatrième république, après les élections de novembre 1946 et de juin 1951.

## Mode de scrutin
L'Assemblée nationale est composée de 626 sièges pourvus au scrutin proportionnel plurinominal suivant la règle de la plus forte moyenne dans le cadre départemental, sans panachage.
Le vote préférentiel est admis, en inscrivant un numéro d'ordre en face du nom d'un, de plusieurs ou de tous les candidats de la liste. Mais l'ordre ne pourra être modifié que si au moins la moitié des suffrages portés sur la liste est numéroté. Dans les faits les modifications ne dépasseront jamais les 7%.
La loi électorale du 7 mai 1951, dite loi des apparentements, reste en vigueur. Elle permet à la base une répartition des sièges à la représentation proportionnelle dans le département, mais si des listes « apparentées » avant le déroulement du scrutin obtiennent ensemble une majorité absolue de suffrages exprimés, elles reçoivent directement tous les sièges à pourvoir.
Dans le département des Landes, quatre députés sont à élire.

## Élus
| Député sortant         | Parti | Parti | Député élu ou réélu    | Parti | Parti |
| ---------------------- | ----- | ----- | ---------------------- | ----- | ----- |
| Charles Lamarque-Cando |       | SFIO  | Charles Lamarque-Cando |       | SFIO  |
| Marcel David           |       | SFIO  | Marcel David           |       | SFIO  |
| Olivier Caliot         |       | Rad   | Jean Lespiau           |       | PCF   |
| Joseph Defos du Rau    |       | MRP   | Robert Besson          |       | RGR   |

## Résultats

### Résultats à l'échelle du département
- Aucun apparentement n'est conclu dans le département.
- Le parti Radical, qui compte un sortant, ne présente pas de liste

|                | Charles Lamarque-Cando Section française de l'Internationale ouvrière | 48 577  | 36,27  | 2 |  |  |
|                | Robert Besson Rassemblement des gauches républicaines (CNIP)          | 28 425  | 21,22  | 1 |  |  |
|                | Jean Lespiau Parti communiste français                                | 26 389  | 19,70  | 1 |  |  |
|                | Joseph Defos du Rau Mouvement républicain populaire                   | 19 894  | 14,85  | - |  |  |
|                | Jean Baga Union et fraternité française                               | 9 325   | 6,96   | - |  |  |
|                |                                                                       |         |        |   |  |  |
| Inscrits       | Inscrits                                                              | 170 586 | 100,00 | 4 |  |  |
| Abstentions    | Abstentions                                                           | 32 997  | 19,34  |   |  |  |
| Votants        | Votants                                                               | 137 589 | 80,66  |   |  |  |
| Blancs et nuls | Blancs et nuls                                                        | 3 649   | 2,65   |   |  |  |
| Exprimés       | Exprimés                                                              | 133 940 | 97,35  |   |  |  |